# Anna Catarina Emmerich
A beata Anna Catarina Emmerich (em alemão:  Anna Katharina Emmerich ou Emmerick; Coesfeld, 8 de setembro de 1774 – Dülmen, 9 de fevereiro de 1824) foi uma freira agostiniana, mística, visionária e arrebatada, beatificada pelo Papa João Paulo II em 3 de outubro de 2004.
Nasceu em Flamschen, uma comunidade agrícola em Coesfeld, na diocese de Münster, Vestfália, atual Alemanha, e morreu aos 49 anos em Dülmen, onde era freira, acamada. Emmerich é notável por suas visões sobre a vida e a paixão de Jesus Cristo, cuja reputação foi revelada a ela pela bem-aventurada Virgem Maria sob êxtase religioso.
Durante seus anos de cama, várias figuras conhecidas foram inspiradas a visitá-la. O poeta Clemens Brentano a entrevistou longamente e escreveu dois livros com base nas anotações de suas visões. A autenticidade dos escritos de Brentano foi questionada, e os críticos caracterizaram os livros como "elaborações conscientes de um poeta" e "fraude bem-intencionada". 
Emmerich foi beatificada em 3 de outubro de 2004 pelo Papa João Paulo II. No entanto, o Vaticano concentrou-se em sua própria piedade pessoal, e não nos escritos religiosos associados a Clemens Brentano.

## História
Os seus pais foram os pobres camponeses Bernard Emmerich e Anne Hiller. Em 13 de novembro de 1802, aos 28 anos, foi aceita no Convento de Agnentenberg, em Dülmen.
Durante a infância, relatos afirmam que tinha constante visões de Jesus, Maria, e de santos, aos quais entregava coroas de flores no dia de comemoração em nome deles. Afirma-se também que tinha a capacidade de identificar lugares sacros e pagãos, assim como identificar ervas medicinais que ninguém conhecia antes ou apontar quando algum objeto ou lugar era sagrado ou pagão; mesmos traços que foram identificados em outras personalidades que manifestaram "dons divinos", como Santa Sibyllina de Pavia. Em relatos, descreve que as visões eram tão comuns para ela, que acreditava que toda criança tinha a mesma experiência, e todos simplesmente ficavam calados; por isso, também permanecia em silêncio para que não achassem que estava se vangloriando.
Durante toda a vida, Anna Emmerich ajudava os pobres e enfermos com tudo o que possuía, dividindo o pouco que conseguia em sua pobreza, e por vezes não lhe restava nada nem para o próprio sustento, tendo que ser ajudada pela mãe e amigos; porém, mesmo assim, não deixava de dividir tudo que ganhava com os que mais necessitavam. E quando não os encontrava, rezava para que Deus os revelasse. Também tinha visões com almas presas no Purgatório, e por muitas vezes rezou por essas almas e era acordada por elas no meio da noite, pedindo-lhe que rezasse por elas. Aos 24 anos, em 1798, Anna teve uma visão na Igreja dos Jesuítas, em Coesfeld, na qual ela vislumbrava Jesus Cristo com uma coroa de espinhos e outra de rosas em cada mão, pedindo a ela que escolhesse, decidindo-se Anna pela de espinhos e enterrando na própria cabeça. Desde então, passou a receber estigmas, que ocultava de todos usando lenços envoltos na testa. 
O livro, que escreveu os relatos da freira de 1819 até a morte, em 1824, foi publicado por Clemens Bretano produzindo quarenta volumes, em que se encontram detalhes das visões e meditações da própria Anna Emmerich. Em 1833, Bretano publicou a primeira edição de A Dolorosa Paixão de Nosso Senhor Jesus Cristo de acordo com as Meditações de Anna Catarina Emmerich. Então, Betrano preparou um segundo livro, A Vida da Abençoada Virgem Maria das Visões de Anna Caterina Emmerich, que foi publicado postumamente, em 1852, em Munique, pois Bretano faleceu em 1842. Outro sacerdote católico, o Padre Karl Schmoger, editou os manuscritos restantes de Bretano e publicou os três volumes de A Vida de Nosso Senhor entre os anos de 1858 e 1880. Nos anos seguintes, publicou uma versão ilustrada do último livro e uma biografia de Anna Emmerich.
Um dos livros, dedicado às visões da vida Virgem Maria, contém descrições da cidade de Éfeso, que ainda não foi completamente escavada, e relatos que ajudaram arqueólogos a localizar a Casa da Virgem Maria. O Papa João XXIII tornou permanente a declaração de que a casa encontrada é um Local Sagrado. Posteriormente, os Papas Paulo VI, João Paulo II e Bento XVI visitaram o local e trataram-no como um santuário para a fé católica.
Ela igualmente recebeu inúmeras visões das crises futuras na Igreja protagonizadas pela maçonaria. Nelas, ela descreve homens de avental, destruindo a Igreja com a colher de pedreiro, tal como se de pedreiros-livres ou maçons se tratassem.
Os teólogos acreditam que, durante a vida, Anna Emmerich recebeu mais visões divinas do que qualquer outro santo. O livro A Dolorosa Paixão de Nosso Senhor Jesus Cristo consiste em meditações da freira sobre visões de acontecimentos descritos nos Evangelhos concernentes à paixão de Cristo. Afirma-se que o mais chocante no relato das visões é a riqueza de detalhes com que Anna Emmerich descreve os sofrimentos, os ferimentos, as humilhações, as torturas, o açoitamento e a crucificação a que Jesus Cristo é submetido, conforme relatam os Evangelhos do Novo Testamento.
Parte do filme A Paixão de Cristo, dirigido pelo católico Mel Gibson, foi inspirado nessas visões de Anna Emmerich, em passagens descritas no mesmo livro já referido, A Dolorosa Paixão de Nosso Senhor Jesus Cristo.

### Morte
Anna Catarina passou a ficar cada vez mais fraca durante o verão de 1823. Ela morreu em 9 de fevereiro de 1824 em Dülmen e foi enterrada no cemitério nos arredores da cidade, com um grande número de pessoas participando de seu funeral. Seu túmulo foi reaberto duas vezes nas semanas após o funeral, devido a um boato de que seu corpo havia sido roubado, mas o caixão e o corpo foram encontrados intactos. Em fevereiro de 1975, os restos mortais de Emmerich foram transferidos para a Igreja de Santa Cruz em Dülmen, onde descansam hoje.

## Casa da Virgem Maria

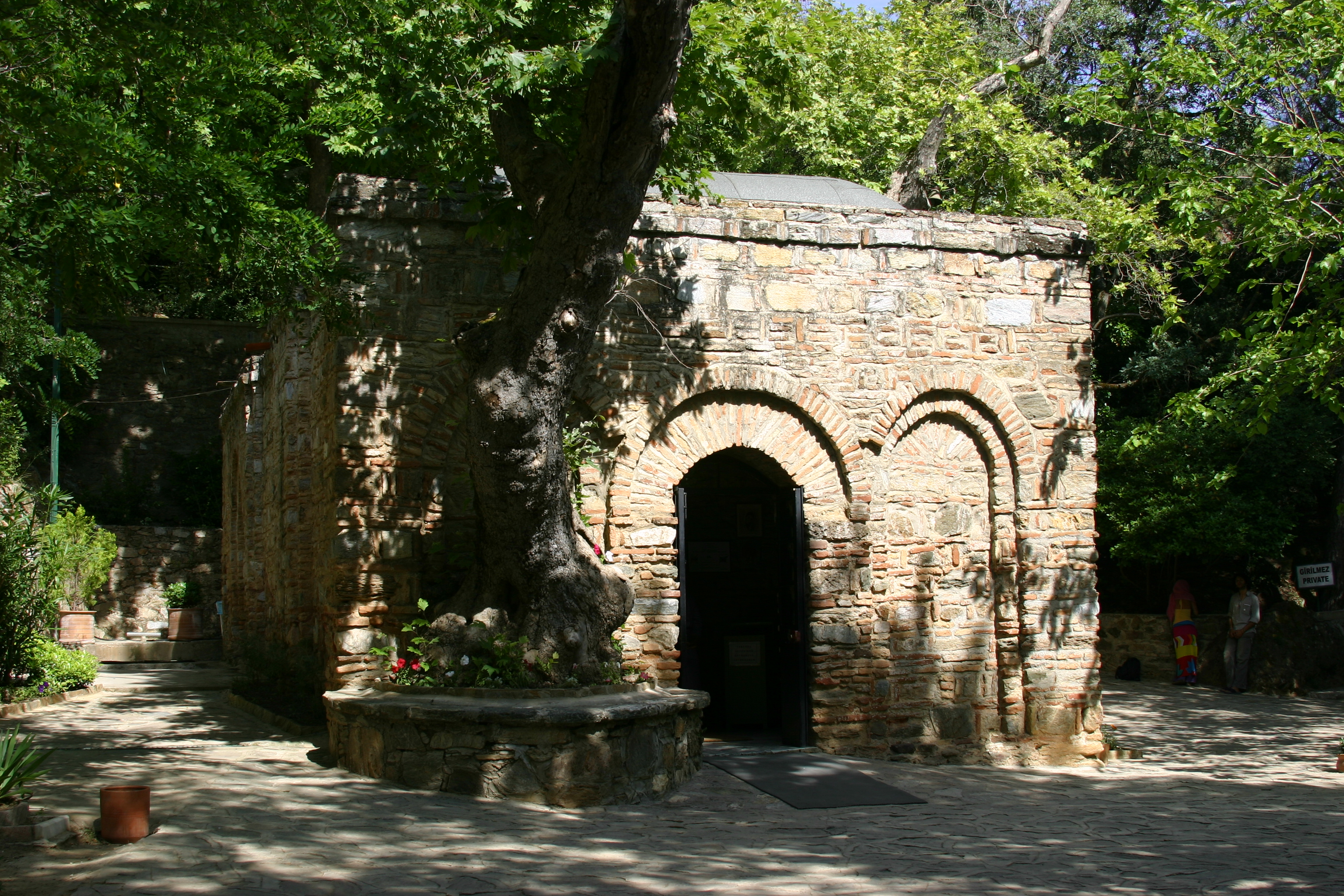
Casa da Virgem Maria, agora uma capela em Éfeso, Turquia.

Brentano e Emmerich nunca haviam estado em Éfeso, e de fato a cidade ainda não havia sido escavada; mas as visões contidas em A Vida da Virgem Maria foram usadas durante a descoberta da Casa da Virgem Maria, o suposto lar da Virgem Maria antes de sua Assunção, localizado em uma colina perto de Éfeso, conforme descrito no livro Casa da Maria.
Em 1881, um padre francês, o Abbé Julien Gouyet, usou o livro de Emmerich para procurar a casa em Éfeso e a encontrou com base nas descrições. Ele não foi levado a sério a princípio, mas a irmã Marie de Mandat-Grancey persistiu até que outros dois padres seguiram o mesmo caminho e confirmaram a descoberta.
A Santa Sé ainda não assumiu uma posição oficial sobre a autenticidade do local, mas em 1951 o Papa Pio XII declarou inicialmente a casa um lugar sagrado. Mais tarde, o Papa João XXIII tornou a declaração permanente. Os Papas Paulo VI em 1967, João Paulo II em 1979 e Bento XVI em 2006 visitaram a casa e trataram-na como um santuário.